# Gotska arhitektura na Poljskem
Gotska arhitektura je na Poljsko prispela v prvi polovici 13. stoletja s prihodom dominikanskega in frančiškanskega reda. Prvi elementi novega sloga so očitni v temelju dominikanske cerkve Trojice v Krakovu (1226–1250), ki jo je zgradil škof Iwo Odrowąż. Obnova Vroclavske stolnice, ki se je začela leta 1244, je bila še ena zgodnja manifestacija gotskega sloga. Najzgodnejša stavba na Poljskem, zgrajena v celoti v gotskem slogu, je kapela sv. Hedvige v Trzebnici (1268–1269), na ozemlju cistercijanskega samostana.
Gotska arhitektura je nasledila romanski slog in nekatere romanske stavbe so še vedno ohranjene, večinoma na severu in zahodu države. Večina gotskih stavb na Poljskem je izdelanih iz opeke in pripadajo baltski opečni gotiki, zlasti na severu Poljske. Kljub temu niso vse gotske stavbe na Poljskem zgrajene iz opeke. Številne, npr. Vavelska stolnica v Krakovu je večinoma zgrajena iz kamna. Poljska ima tudi nekaj gotskih cerkva iz poljskega kamna, ki so večinoma razmeroma majhne. Središča poljske gotike so Krakov, Gdansk, Torunj in Vroclav.
Vladavina kralja Kazimirja Velikega je bila čas največjega razcveta gotske arhitekture na Poljskem. Podoben razvoj se je zgodil v fazi pozne gotike, v času vladavine Kazimirja Jagelonskega.
V regiji Male Poljske (na jugu) so bile stavbe zgrajene iz opeke s kamnitimi bloki, uporabljenimi za nekatere podrobnosti. Cerkve, zgrajene na tem območju, so pogosto dvoladijske, nekaj je tudi bazilik z relativno kratkimi ladjami. Šlezijska gotika je podobna rešitvi, ki jo najdemo v Mali Poljski, z nekaj vpliva Češke. Kot na Malem Poljskem so bile šlezijske gotske stavbe večinoma zgrajene iz opeke, za podrobnosti pa je bil uporabljen kamen. Ena od značilnosti je lega stolpa – na stičišču transepta cerkvenega kora, na jugovzhodu. Na arhitekturo severne Poljske so močno vplivale državne stavbe Tevtonskega reda in mesta Hanse. Cerkve na Pomorjanskem so bile večinoma zidane in so bile zgrajene kot dvoranske cerkve z visokimi stolpi, medtem ko so bile bazilike veliko manj pogoste. V Mazoviji se ni razvila nobena nova lokalna oblika gotskega sloga, v mazovijski arhitekturi pa so prevladovale poenostavljene oblike gotskih slogov, ki jih najdemo drugod.

## Gradovi
V začetku 13. stoletja so se kraljevi in vojvodski gradovi posodabljali in širili funkcionalnost obstoječih stavb (grad Vavel, grad Legnica). Začela se je gradnja novega gradu. Ker je bilo za to sprva potrebno soglasje vladarja, so bili najstarejši gradovi državni. Sprva, v 13. stoletju, so bili značilni elementi stolpov postavljeni v vlogo znotraj leseno-zemljskih gradov, zato so bili prvi gradovi nepravilnih oblik (npr. v Opolah). Pravilna oblika gradov se je v času vladavine Kazimirja Velikega razširila po celotnem Poljskem kraljestvu in jih zgradila v to obliko tudi na območjih prejšnjih gradov (Rawa, Łęczyca, Koło). Gradovi in samostani, ki so jih zgradili Joaniti (Stare Drawsko, Łagów, Swobnica, Pęzino) in Tevtonski red v državi, ki so jo ustvarili v Prusiji (Malbork, Radzyń Chełmiński, Niedzica) in škofje (v Lipowiecu), so bili zgrajeni ali končni obrambni stolpi (znani kot stołp) in bivalno-obrambni grad (donżon).
Najbolje ohranjeni gotski gradovi so:
- na Malopoljskem: Chęciny, Odrzykoń, Czorsztyn, Niedzica, Kazimierz Dolny, Bobolice, Będzin, Lipowiec, Ogrodzieniec in drugi na poti orlovih gnezd
- na severu Poljske: zgradil Tevtonski red v Malborku, Nidzici, Golubu, Radzyń Chełmiński, Gniew; ali na njihovih utrdbah po vzoru (običajno zgrajenih na posestvih škofov) v Kwidzynu, Lidzbarku Warminskem, Olsztynu, Reszelu.
- v Mazoviji: grad v Ciechanówu, Czersku, Liw.
- na Veliki Poljski: grad v Koło, Szamotuły, Gołańcz, Łęczyca.
- v Spodnji Šleziji: stolp Siedlęcin, Bolków, Chojnik, Żmigród, Świny

- grad Bobolice Castle
- Grad Ogrodzieniec Castle (delno prezidan)
- Grad v Chęciniju
- Grad Będzin
- Grad Mazovijskih vojvod v Čersku
- Grad Mazovijskih vojvod v Ciechanówu
- Grad Łęczyca
- Grad varminskih škofov v Lidzbark Warmiński
- Tevtonski grad v Gniewu
- Tevtonski grad v Nidzici
- Tevtonski Ordensburg v Malborku
- Grad varminskih škofov v Olsztynu
- Tevtonski grad v Radzyń Chełmiński
- Srednjeveški deli gradu Vavel v Krakovu

## Mestne hiše
Mestna hiša Ratusz je bila v srednjem veku simbol moči mesta. Okoli mestne hiše so bile druge stavbe, povezane s funkcijo mestnega organizma: dvorana, občinska stavba, utež, trgovske stojnice in steber. Primeri nespremenjenih kasnejših gotskih mestnih hiš vključujejo mestno hišo Vroclav, staro mestno hišo v Torunju in mestne hiše v Chojni, Gdansku in Szczecinu. Ohranil se je le gotski stolp mestne hiše Ratusz v Krakovu. Gotska mestna hiša na starem mestnem trgu v Varšavi je bila porušena leta 1820.
- Vroclavska mestna hiša
- Stara mestna hiša v Torunju
- Mestna hiša v Chojni
- Mestna hiša Orneta
- Mestna hiša v Gdansku
- Krakovska mestna hiša

## Hiše
Obstoječa naselja so nastala v 13. in 14. stoletju po novih zakonih (običajno na podlagi magdeburškega prava). Mestno območje je običajno razdeljeno z mrežo ulic pravokotno na parcelo z ustvarjanjem postavitve šahovnice. Stanovanjske stavbe zgornjega sloja prebivalstva so še vedno zgrajene kot predalčna lesena gradnja. Da bi preprečili prenos požara med stavbami, je bil zid pogosto povišan na meji dveh sosednjih parcel in deli zatrepnih streh so bili naslonjeni nanje. Fasade hiš so imele stopničaste ali trikotne zatrepne zaključke. Hiše bogatih meščanov so včasih dobile bogatejši dekor. Pogosteje je šlo za temo, ki posnema večbarvno steno, in okrasni zatrep. Primer gradnje v gotskem slogu je Kopernikova hiša v Torunju, Długoszova hiša v Sandomierzu, najstarejša stavba Jagelonske univerze – Collegium Maius, stavba na ul. Łazienna 22 v Torunju.
- Kopernikova hiša, Torunj
- Hiša Długosz, Wiślica
- Schlieff Tenement v Gdansku
- Hiše ob Starem trgu, Poznanj
- Cehovska hiša sv. Jurija v Torunju
- Protzenova hiša, Stargard

## Mestno obzidje in mestna vrata
Mestno obzidje je običajno nastajalo več let, zaradi česar so bile pogoste nadgradnje. Starejši deli so bili pogosto povečani. Gradijo se stolpi. Mesta včasih dobijo novo, drugo obzidje (npr. Vroclav, Torunj). Vodenje do bogato okrašenih mestnih vrat je pred pozno gotsko dobo pogosto z barbakani, povezanih z vrati. Prvič je bila ta oblika obrambe na poljskih tleh ustanovljena v Torunju – Barbakan Starotoruńjski iz leta 1426, najbolje ohranjen na Poljskem je Krakovski barbakan. Do danes so ohranjeni fragmenti zidov, od katerih so večinoma preživela vrata, na primer v Szydłówu, Sandomierzu, Krakovu, Florijanska vrata. Pomembni deli obzidja so ohranjeni v Stargardu, Pyrzycah, Byczyni, Torunju. V Chełmnu in Paczkówu je mestno obzidje ohranjeno skoraj v celoti.

## Cerkve
Gotske cerkve je mogoče najti po vsej Poljski, zlasti v večjih mestih poznosrednjeveške Poljske, vključno s Krakovom, Vroclavom, Gdanskom. Cerkev sv. Marije, Gdansk je največja zidana cerkev na svetu. Pelplinska stolnica v Pomeraniji je ena največjih cerkva na Poljskem. Krakovska bazilika sv. Marije in Vavelska stolnica sta med najbolj prepoznavnimi znamenitostmi na Poljskem.
- Vavelska stolnica v Krakovu
- Cerkev sv. Marije, Gdańsk
- Vroclavska stolnica